# Thịnh Vượng (xã)
Thịnh Vượng là một xã thuộc huyện Nguyên Bình, tỉnh Cao Bằng, Việt Nam.

## Địa lý
Thịnh Vượng là xã cực đông của huyện Nguyên Bình, có vị trí địa lý:
- Phía đông giáp huyện Hòa An và huyện Thạch An
- Phía tây giáp xã Hoa Thám
- Phía nam giáp tỉnh Bắc Kạn và huyện Hòa An
- Phía bắc giáp huyện Hòa An.

Xã Thịnh Vượng có diện tích 47,51 km², dân số năm 2019 là 782 người, mật độ dân số đạt 17 người/km².
Gần 100% cư dân trong xã là người Dao. Trên địa bàn xã có núi Thăm Đén và núi Lũng Lỉnh. Quốc lộ 3 đi qua địa bàn giữa và phía bắc của xã.
Đội Việt Nam tuyên truyền Giải phóng quân, tiền thân của Quân đội nhân dân Việt Nam ngày nay đã được thành lập trên địa bàn xã Thịnh Vượng.

## Lịch sử
Sau năm 1975, Thịnh Vượng là một xã thuộc huyện Nguyên Bình.
Đến năm 2019, xã Thịnh Vượng được chia thành 4 xóm: Khuổi Đeng, Khuổi Pất, Khuổi Thin, Xẻ Pản.
Ngày 9 tháng 9 năm 2019, Hội đồng Nhân dân tỉnh Cao Bằng ban hành Nghị quyết số 27/NQ-HĐND về việc sáp nhập xóm Khuổi Đeng vào xóm Khuổi Pất.

## Hành chính
Xã Thịnh Vượng được chia thành 3 xóm: Khuổi Pất, Khuổi Thin, Xẻ Pản.